# 69231 Alettajacobs
69231 Alettajacobs este un asteroid din centura principală de asteroizi.

## Descriere
69231 Alettajacobs este un asteroid din centura principală de asteroizi. A fost descoperit pe 16 martie 1972 la Observatorul Palomar de Tom Gehrels. Asteroidul prezintă o orbită caracterizată de o semiaxă mare de 2,64 ua, o excentricitate de 0,26 și o înclinație de 31,6° în raport cu ecliptica.